# Paul Émile Breton de Champ
Pour les articles homonymes, voir Breton (homonymie) et Champ.
Paul Émile Breton de Champ, ou Paul Breton (de Champ), né le 21 avril 1814 au Champ-sur-Vizille (Isère), mort en septembre 1885, est un mathématicien et ingénieur français. Il est l'auteur de quelques travaux sur les courbes et, en marge de ses recherches sur Pappus, de recherches historiques, notamment sur Albert Girard.  Il est aussi connu pour plusieurs  polémiques et conflits de priorité avec ses contemporains. 

## Biographie
Élève de l'École polytechnique (1834-1836), Paul Emile Breton est ingénieur en chef des ponts et chaussées (1863), ingénieur à l’Observatoire, directeur des cartes et plans au ministère de l'Agriculture et des Travaux publics.
Il s'est attaché à dénoncer certaines erreurs ou plagiats d'autres mathématiciens, particulièrement celles de Michel Chasles. En 1860, il entre dans une querelle de priorité avec lui lorsque Michel Chasles propose une reconstitution des  « Pôrimes » d'Euclide. À partir de 1867, il est mêlé à l'affaire des manuscrits que le président de l'Académie des sciences a naïvement achetés au faussaire Lucas Vrain. À ce propos, Breton démontre devant l'Académie (le 12 avril 1869, son jour de gloire) que les lettres  de Blaise Pascal et de Galilée produites par Chasles et frauduleusement fabriqués par Vrain  sont en partie rédigées à partir des Histoires des philosophes modernes d’Alexandre Savérien (1641).
Entre 1840 à 1852, il dénonce la fausseté de diverses propositions de Matthew Stewart et   polémique contre Louis Poinsot et Joseph Bertrand. Il montre par ailleurs qu'un énoncé indiqué par Eugène Charles Catalan comme admis sans preuve en géométrie élémentaire se ramène au postulat d'Euclide.

## Travaux
On lui doit plus de 35 publications, dans diverses revues, des Comptes rendus des séances hebdomadaires de l'Académie des sciences au Journal de mathématiques pures et appliquées ou aux Nouvelles Annales de mathématiques. 
- Ces publications vont d'une "Note sur la question de savoir à quel point de vue la méthode imaginée par Fermat pour construire les tangentes aux courbes peut être considérée comme étant une méthode de maximum ou de minimum" à  la "valeur du rayon de courbure d'une courbe algébrique en un point d'inflexion ou de rebroussement" (sic), en passant par une "Explication d'un passage de la Mécanique analytique de Lagrange".
- Sur de prétendues inadvertances dans lesquelles, suivant Poinsot, Lagrange serait tombé en traitant un point fondamental de la mécanique analytique.
- Traité de nivellement, comprenant la théorie et la pratique du nivellement ordinaire et des nivellements expéditifs dits préparatoires ou de reconnaissance.
- Description des courbes à plusieurs centres d'après le procédé de Perronet, Librairie scientifique-industrielle, 1846. 75 pages
- Tracé de la courbe d'intrados des voûtes de pont en anse de panier d'après le procédé de Perronet, tableaux numériques et instruction pratique pour déterminer facilement tous les éléments de l'épure.
- Recherches nouvelles sur les Porismes d'Euclide - Deuxième supplément aux Recherches nouvelles sur les Porismes d'Euclide, examen et réfutation de l'interprétation donnée par M. Vincent des textes de Pappus et de Proclus relatifs aux porismes.
- Question des porismes: Notice sur les débats de priorité auxquels a donné lieu l'ouvrage de M. Chasles sur les porismes d'Euclide ; Paul Émile Breton de Champ, Michel Chasles, Imprimerie de madame veuve Bouchard-Huzard, 1865.

- On lui doit également d'avoir  étudié et baptisé les toroïdes, courbes obtenues comme contour apparent d'un tore, dont l'une est donnée par exemple par :

## Sources
- Henri Brocard et T. Lemoyne, Traité des courbes géométriques remarquables, Paris, Librairie scientifique et technique Albert Blanchard, 1919 (Rééd. 1967).
- Vrain, Lucas le Balzac du faux (Bnf).
- René Kerviler (et coll.), Répertoire général de bio-bibliographie bretonne, Rennes, Plihon et Hervé, 1893, vol. 6, p. 298-302.